# Rahmbauchdrossel
Die Rahmbauchdrossel (Turdus amaurochalinus) ist ein Singvogel aus der Familie der Drosseln (Turdidae).
Das Artepitheton kommt von altgriechisch ἀμαυρός amauros, deutsch ‚dunkel‘ und altgriechisch χαλίνος chalinos, deutsch ‚Zügel, Gebiss‘.

## Merkmale
Der Vogel misst 22–25 cm, wiegt 52–73 g. Das Gefieder ist grau bis olivbraun auf der Oberseite, der Schnabel ist dunkelgelb, die Beine sind grau. Die Kehle ist weiß und braun gestreift. Bei adulten Vögeln sind die schwarzen Zügel charakteristisch.

## Vorkommen
Die Rahmbauchdrossel kommt in bewaldeten Gebieten im zentralen und östlichen Südamerika vor, gilt als häufig, auch in Gärten und Parks.
Die Art ist monotypisch.

## Verhalten
Die Drossel ernährt sich von Insekten einschließlich Termiten, aber auch von Früchten und Beeren. Sie ist tagaktiv und monogam.

## Gefährdungssituation
Die Rahmbauchdrossel gilt als nicht gefährdet (Least Concern).